# تایلر کلاری
تایلر کلاری (به انگلیسی: Tyler Clary) (زادهٔ ۱۲ مارس ۱۹۸۹) شناگر اهل ایالات متحده آمریکا است.